# Киборги (защитники Донецкого аэропорта)

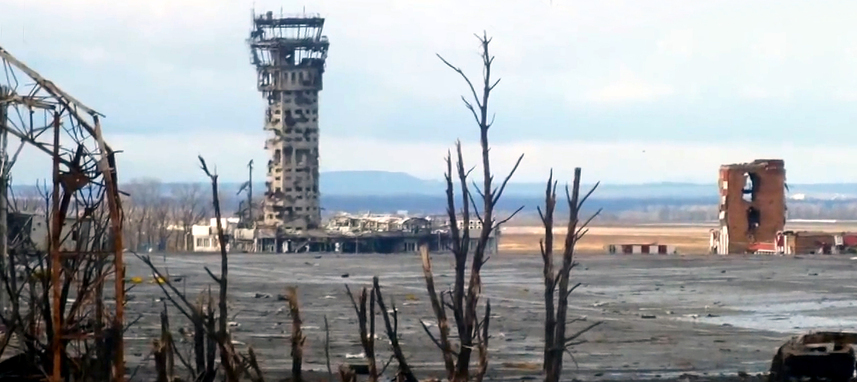
Руины аэропорта, 24 декабря 2014

«Киборги» — украинские участники боёв в Донецком аэропорту во время войны на востоке Украины (26 мая 2014 — 22 января 2015), в том числе боёв вокруг ДАПа и участники прорывов для оказания помощи оборонявшимся. Все они были добровольцами. Прозвище «Киборги» получили за их выдержку и способность оборонять позиции в сложных и опасных условиях.

## История словоупотребления
По заявлениям украинских СМИ, слово «киборги» в значении «защитники Донецкого аэропорта» впервые употребил в сентябре 2014 года неизвестный сепаратист ДНР, который пытался объяснить, почему их передовые отряды во всеоружии не могут взять Донецкий аэропорт, который защищает несколько десятков украинских военных со стрелковым оружием.
Такое значение вошло в словари. В частности, словарь современного украинского языка и сленга «Мислово» признал «киборгов» словом 2014 года. Президент Украины Петр Порошенко того же года записал с ними новогоднее обращение. В СМИ появились и другие неологизмы: «киборгпорт», «киборгиада».
Ретроспективно это прозвище перешло и на защитников Луганского аэропорта (8 апреля — 1 сентября 2014).

## В культуре
- Фильм «Киборги» (укр. Кіборги, 2017)

## Комментарии
1. ↑  В широком смысле: операции на территории и в районе расположения ДАПа, в том числе: боевые действия в районе Путиловского моста (г. Донецк), места расположения зенитно-ракетной части 156-го зенитно-ракетного полка («Зенит», он же — «Катер»), стр. Пески, Водяное, Опытное., Г. Авдеевка, шахта «Бутовка» («Путиловская»), монастырь неподалёку от ДАПа.
2. ↑  ЗИК приводит такую цитату: «Я, блин, не знаю, кто защищает Донецкий аэропорт, но мы их три месяца выбить не можем. Пытались штурмовать — нам таких вломили — мы отошли. Начали накрывать градом — они ныряют в подземные коллекторы канализации… Я, говорит, не знаю, кто там сидит, но это не люди — это киборги», — написал в фейсбуке один из боевиков.